# Astana (wielerploeg)/2010
Deze pagina geeft een overzicht van de Astana-wielerploeg in 2010.

## Algemeen
Algemeen manager: Yvon Sanquer
Assistent-manager: Nikolay Proskurin
Ploegleiders: Guido Bontempi, Lorenzo Lapage, Giuseppe Martinelli, Dimitri Sedoun, Aleksandr Sjefer
Fietsen en kleding: Specialized
Onderdelen: Bontrager, SRAM
Banden: Hutchison

## Renners
| Naam                   | Geboortedatum | Nationaliteit | Ploeg 2009        |
| ---------------------- | ------------- | ------------- | ----------------- |
| Asan Bazajev           | 22-02-1981    | Kazachstan    |                   |
| Alberto Contador       | 06-12-1982    | Spanje        |                   |
| Allan Davis            | 27-07-1980    | Australië     | Quick Step        |
| Scott Davis            | 22-04-1979    | Australië     | Fly V Australia   |
| David de la Fuente     | 04-05-1981    | Spanje        | Fuji-Servetto     |
| Aleksandr Djatsjenko   | 17-10-1983    | Kazachstan    |                   |
| Valeri Dmitriev        | 10-10-1984    | Kazachstan    |                   |
| Dmitri Fofonov         | 15-08-1976    | Kazachstan    | elite             |
| Enrico Gasparotto      | 23-03-1982    | Italië        | Lampre-NGC        |
| Maksim Goerov          | 30-01-1979    | Kazachstan    | Carmiooro-NGC     |
| Andrij Grivko          | 07-08-1983    | UKR           | ISD-NERI          |
| Jesús Hernández        | 28-09-1981    | Spanje        |                   |
| Maksim Iglinski        | 18-04-1981    | Kazachstan    |                   |
| Valentin Iglinski      | 12-05-1984    | Kazachstan    |                   |
| Josep Jufré            | 03-02-1975    | Spanje        | Fuji-Servetto     |
| Roman Kirejev          | 14-02-1987    | Kazachstan    |                   |
| Daniel Navarro         | 08-07-1983    | Spanje        |                   |
| Yevgeny Nepomnyachshiy | 12-03-1987    | Kazachstan    |                   |
| Benjamín Noval         | 23-01-1979    | Spanje        |                   |
| Óscar Pereiro          | 03-08-1977    | Spanje        | Caisse d'Epargnes |
| Bolat Raimbekov        | 25-12-1986    | Kazachstan    |                   |
| Sergej Renev           | 03-02-1985    | Kazachstan    |                   |
| Mirko Selvaggi         | 11-02-1985    | Italië        |                   |
| Gorazd Štangelj        | 26-01-1973    | Slovenië      | Liquigas-Doimo    |
| Paolo Tiralongo        | 08-07-1977    | Italië        | Lampre-NGC        |
| Aleksandr Vinokoerov   | 16-09-1973    | Kazachstan    |                   |
| Andrej Zejts           | 14-12-1986    | Kazachstan    |                   |

## Belangrijke overwinningen
| Ronde van de Algarve 3e etappe: Alberto Contador Eindklassement: Alberto Contador Monte Paschi Eroica Winnaar: Maksim Iglinski Parijs-Nice 2010 4e etappe: Alberto Contador Eindklassement: Alberto Contador Tirreno-Adriatico 2010 5e etappe: Enrico Gasparotto Ronde van Castilië en León 4e etappe: Alberto Contador Eindklassement: Alberto Contador | Ronde van Trentino 1e etappe (tijdrit): Aleksandr Vinokoerov Eindklassement: Aleksandr Vinokoerov Luik-Bastenaken-Luik 2010 Winnaar: Aleksandr Vinokoerov Critérium du Dauphiné 2010 Proloog: Alberto Contador 5e etappe: Daniel Navarro 6e etappe: Alberto Contador Nationale kampioenschappen wielrennen Kazachstan - weg: Maksim Goerov Slovenië - weg: Gorazd Štangelj | Ronde van Frankrijk 2010 13e etappe: Aleksandr Vinokoerov Eindklassement: Alberto Contador (in 2012 verplicht tot inlevering eindoverwinning) Gemenebestspelen Wegwedstrijd: Allan Davis Ronde van Hainan 2e etappe: Valentin Iglinski Eindklassement: Valentin Iglinski |

2005 · 2006 · 2007 · 2008 · 2009 · 2010 · 2011 · 2012 · 2013 · 2014 · 2015 · 2016 · 2017 · 2018 · 2019 · 2020 · 2021 · 2022 · 2023 · 2024 · 2025
AG2R-La Mondiale · Astana · Caisse d'Epargne · Euskaltel-Euskadi · Footon-Servetto-Fuji · Française des Jeux · Team Garmin-Transitions · Team HTC-Columbia · Katjoesja · Lampre-Farnese Vini · Liquigas-Doimo · Team Milram · Omega Pharma-Lotto · Quick·Step · Rabobank · Team RadioShack · Team Saxo Bank · Team Sky